# Polyoon luteum
Polyoon luteum is een eenoogkreeftjessoort uit de familie van de Ascidicolidae. De wetenschappelijke naam van de soort is voor het eerst geldig gepubliceerd in 1878 door Hesse.